# 6 (álbum de Yuridia)
6 es el sexto álbum de estudio de la cantante mexicana Yuridia, salió al mercado oficialmente el 9 de octubre de 2015. Fue confirmado por la disquera Sony México y por la misma Yuridia por medio de su cuenta oficial en Twitter. En los Estados Unidos, a solo días de ser lanzado, el álbum llegó a top 5 de las listas.
A su vez será el lanzamiento oficial a nivel internacional a través de las tiendas digitales y también en formato físico. Contará con 13 canciones. El nombre del disco así como la portada de éste fue revelada por Yuridia el 2 de septiembre, a través de redes sociales.

## Información
6 es la celebración de Yuridia por una década de haber pisado por primera vez un escenario. Para Yuridia, 6 es el álbum más trascendental de su carrera, uno muy sincero, pues en él las canciones están hechas a la medida, revelando muchas partes de sí misma, pensamientos y emociones que quiere gritar al mundo. «Éste álbum soy yo: la portada es mi imagen, el arte expresa mis gustos, la música y las canciones son lo que quiero decir a mi público». 
6 es sinónimo de fuerza, de pasión; un álbum que Yuridia dedica a las mujeres y en el que las invita a escuchar su voz interior, a valorar sus virtudes y a luchar por la igualdad. «Me interesa que las mujeres sepan que tienen que seguir ese instinto número 6 que tienen, que aprendan a escuchar su voz interior, que es muchísimo más valiosa que las voces que se escuchan fuera de uno mismo; que tengan la seguridad de que ser mujer no es una limitante, sino una gran oportunidad de transformar el mundo».
6 es catalogado como un disco de baladas con alma, mid tempo u off tempo, algunas relajadas, otras fuertes y directas; un álbum lleno de matices y sentimientos, es disco de confesión, en el cual quedó plasmada la vivencia de la cantante al correr diez años de carrera. El disco cuenta con un repertorio de creaciones de: Espinoza Paz, José Luis Roma, Pablo Preciado, Ricky Montaner, Abel Pintos, Román Torres, Poncho Arocha y Michelle Blanc. 
Yuridia complementa la experiencia del público con un DVD de sesiones en acústico, dirigidas por Juan Luis Covarrubias. En él, se plasman temas como «Polos Opuestos», de David DeMaría; «No la beses», de José Luis Roma; «No Ordinary Love», de Sade; «Cuento», de Ximena Sariñana; «Angel», versión en inglés de la canción que le ayudara a llegar a los oídos y los corazones de millones de personas en toda Latinoamérica y dos temas de este álbum reversionados para el DVD, «Ya es muy tarde» y «Te equivocaste», en los que destacan los innegables dotes artísticos de la intérprete. El arte del disco está a cargo de Idoia Montero con fotografías tomadas por Bernardo Doral, busca transmitir precisamente ese mensaje a través de imágenes muy naturales, en las que se muestra a una Yuridia real y honesta

## Gira y promoción
Antes del lanzamiento de su sexto disco, Yuridia paso por varias ciudades para promocionarlo. Encabezó varios conciertos de diferentes estaciones de radio. También hizo dos sesiones de preventa y firma de autógrafos en el Centro Magno en Guadalajara y Reforma 222 en la Ciudad de México.
Yuridia confirmó que empezaría una gira promocional para el nuevo material a finales del año. Unos eventos promocioanles para radios son incluidos en las fechas de la gira. El Tour 6 empezó el 6 de noviembre de 2015 en el Auditorio Nacional en la Ciudad de México y terminó el 2 de diciembre de 2017 en la Ciudad Obregón, Sonora.

## Lista de canciones
| N.º | Título             | Escritor(es)                                  | Duración |  |
| 1.  | «Ya es muy tarde»  | José Luis Ortega                              | 4:01     |  |
| 2.  | «No sabía»         | Pablo Preciado, Ale Zéguer                    | 3:09     |  |
| 3.  | «Así se fue»       | Pablo Preciado                                | 3:00     |  |
| 4.  | «Te equivocaste»   | José Luis Ortega                              | 4:04     |  |
| 5.  | «Para decir adiós» | Román Torres, Alex Pérez                      | 3:19     |  |
| 6.  | «Cobarde»          | José Luis Ortega                              | 4:04     |  |
| 7.  | «Polos opuestos»   | David de Maria, Víctor Iniesta Iglesias       | 3:44     |  |
| 8.  | «Deja»             | Yuridia Gaxiola, Pablo Preciado, Román Torres | 3:09     |  |
| 9.  | «Mentira»          | Ricky Montañeros, Nir Seroussi                | 4:35     |  |
| 10. | «Alguna vez»       | Abel Pintos                                   | 3:37     |  |
| 11. | «Sin la memoria»   | Michelle Blanc                                | 2:49     |  |
| 12. | «Cómo»             | Poncho Arocha, Mike Zanetti                   | 3:01     |  |
| 13. | «Se va a terminar» | Espinoza Paz                                  | 4:13     |  |

## Posicionamiento en listas

### Semanales
| País           | Lista            | Mejor posición |
| -------------- | ---------------- | -------------- |
| México         | AMPROFON         | 1              |
| Estados Unidos | Top Latin Albums | 7              |
| Estados Unidos | Latin Pop Albums | 3              |

| Listas anuales                  | Posición máxima |
| ------------------------------- | --------------- |
| AMPROFON Top General Anual 2015 | 32              |
| AMPROFON Top General Anual 2016 | 77              |

## Certificaciones
| País   | Organismo certificador | Certificación | Ventas  | Ref    |
| ------ | ---------------------- | ------------- | ------- | ------ |
| México | AMPROFON               | 3x Platino    | 180 000 | [ 10 ] |

## Lanzamiento
| País           | Fecha                  | Formato                          | Discográfica     |
| -------------- | ---------------------- | -------------------------------- | ---------------- |
| México         | 9 de octubre de 2015   | Descarga digital, Formato físico | Sony Music Latin |
| Colombia       | 9 de octubre de 2015   | Descarga digital, Formato físico | Sony Music Latin |
| Costa Rica     | 9 de octubre de 2015   | Descarga digital, Formato físico | Sony Music Latin |
| Venezuela      | 9 de octubre de 2015   | Descarga digital, Formato físico | Sony Music Latin |
| Latinoamérica  | 9 de octubre de 2015   | Descarga digital, Formato físico | Sony Music Latin |
| Estados Unidos | 6 de noviembre de 2015 | Descarga digital, Formato físico | Columbia         |